# Centrocorynus propinquus
Centrocorynus propinquus es una especie de coleóptero de la familia Attelabidae.

## Distribución geográfica
Habita en China, Birmania y Vietnam.